# Aakash Gandhi
Aakash Gandhi (Orlando, 22 maggio 1985) è un pianista, chitarrista e youtuber statunitense naturalizzato indiano.

## Biografia
Fin da piccolo ha mostrato interesse per la musica, imparando a suonare la sua prima melodia al pianoforte all'età di 7 anni. Compiuti gli otto anni ha iniziato a prendere lezioni private di piano dove è stato introdotto per la prima volta alla musica classica occidentale, che avrebbe continuato a imparare per i dieci anni seguenti. Aakash è cresciuto ascoltando la musica di Bollywood. Durante la sua adolescenza, Aakash ha iniziato ad esibirsi in eventi culturali e comunitari locali nella zona di Orlando.
Aakash ha studiato con lode e ha trascorso gli anni del liceo nel programma internazionale di maturità. All'età di 18 anni, si iscrisse alla University of Central Florida per conseguire una laurea in finanza. Poco dopo, ha conseguito il suo Master in Finanza presso la stessa istituzione.

## Carriera musicale
Aakash ha guadagnato la sua popolarità iniziale attraverso il suo canale YouTube, 88KeysToEuphoria, che ha creato nel gennaio 2008. È stato rapidamente notato per il suo piano soul e le sue interpretazioni strumentali, che ha spesso suonato dal vivo.
88 Keys To Euphoria è presto diventato un motore collaborativo, dove Aakash ha sfruttato la portata della sua musica per mostrare talenti musicali nascosti in tutto il mondo, a partire dal flautista Sahil Khan nel 2011 e dalla cantante Jonita Gandhi nel 2012. Molti dei suoi video musicali sono diventati virali sulla web, raggiungendo milioni di visualizzazioni ciascuno. Tra le sue opere più popolari: "Tujhe Bhula Diya al piano", "Pani Da Rang (Acoustic Cover)", "Tum Hi Ho (Acoustic Cover)" e "Galliyan (Acoustic Cover)".
A causa della crescente popolarità della sua musica, Aakash ha deciso di trasferirsi a Mumbai nell'autunno del 2011 per dedicarsi alla musica a tempo pieno.
Aakash è stato anche invitato da Google a rappresentare il suo canale, 88KeysToEuphoria, al FanFest YouTube ufficiale a Mumbai il 1º marzo 2014.

### Video musicali
Aakash ha pubblicato oltre 132 video su YouTube tramite il suo canale. Alcuni dei suoi video recenti, tra cui "Tum Hi Ho (Acoustic Cover)", "Suhani Raat | Chaudhvin Ka Chand (Acoustic Cover)" e "Galliyan (Acoustic Cover)", hanno ricevuto il plauso della critica e commerciale per il loro fascino musicale e visivo.
Aakash ha fatto il suo esordio su YouTube il 24 gennaio 2008 con una semplice interpretazione per pianoforte della canzone "Kal Ho Na Ho". Il video è stato girato con un treppiede e una handycam nella sua casa in Florida. I suoi video presentavano scatti principalmente delle sue mani sulla tastiera, che sono state registrate dal vivo in una solo prova. Continua a registrare i suoi video in una sola ripresa.
Nel 2012 Aakash ha iniziato a investire i propri soldi per produrre video musicali professionali per il suo canale. Ha lavorato con la regista Devina Kanani per creare video destinati a trasmettere l'atmosfera della musica.

### Collaborazioni

#### Collaborazioni online
Aakash ha collaborato con numerosi cantanti e musicisti, presentandoli nei suoi video musicali su 88 Keys To Euphoria. Le sue collaborazioni più popolari sono state con la cantante Jonita Gandhi e il flautista Sahil Khan, creando musica che da allora è diventata popolare. Aakash ha anche interpretato la cantante Sanam Puri e il chitarrista Samar Puri, insieme a Jonita nel suo "Tum Hi Ho (Acoustic Cover) nel maggio 2013. La popolarità della canzone ha attirato l'attenzione del produttore musicale Clinton Cerejo, che ha suonato a Sanam e Jonita per un duetto in un episodio dei Coke Studios di MTV.

#### Collaborazione con la Sony Music
Nel maggio 2014 Aakash ha collaborato a una canzone con la Sony Music per promuovere l'uscita mondiale dell'album del 2014 di Michael Jackson - Escape. Aakash è apparso anche nel video musicale pubblicato da Sony Music India.

### Compositore originale
Aakash ha in programma di iniziare a pubblicare le sue composizioni originali attraverso il suo canale YouTube.

## Critico di musica e film
Dal 2003 al 2009, Aakash è stato Senior Writer e Managing Editor del portale web di Bollywood. Scrive recensioni di film e loro colonne sonore. Nel 2009 e nel 2010 ha iniziato come freelance come scrittore per AVS TV Network. Aakash in seguito attribuisce il suo tempo come critico musicale come un fattore importante per il suo interesse e apprezzamento per la composizione musicale.

## Impresario sul Web
Nel 2011, Aakash ha fondato 88KeysToEuphoria.com, dove insegna personalmente ai suoi studenti a suonare le canzoni di Bollywood al pianoforte attraverso video tutorial. Il sito Web funge anche da portale in cui i suoi follower possono ascoltare la sua musica e interagire attraverso i forum della community.

## filmografia

### Musiche
- Vita (Life), regia di Mohammad Mohammadian (2020)